# Жълтокоремен мармот
Жълтокоремният мармот (Marmota flaviventris) е вид бозайник от семейство Катерицови (Sciuridae).

## Разпространение
Жълтокоремният мармот живее в югозападна Канада и западните части на Съединени щати, включително Скалистите планини и Сиера Невада. На север обхватът му се простира до южната част на Британска Колумбия и достига на изток до Уайоминг, източната Монтана, Колорадо и южната част на Алберта. На юг обхватът му се простира до северната част на Ню Мексико. Той обитава степи, ливади, талусови полета и други открити местообитания, понякога в края на широколистни или иглолистни гори, намиращи се от 1600 м до над 4300 м надморска височина.